# Caliphaea nitens
Caliphaea nitens är en trollsländeart som beskrevs av Navás 1934. Caliphaea nitens ingår i släktet Caliphaea och familjen jungfrusländor. Inga underarter finns listade i Catalogue of Life.